# Homalomena pygmaea auct non
Homalomena pygmaea auct non là một loài thực vật có hoa trong họ Ráy (Araceae). Loài này được Engl. mô tả khoa học đầu tiên năm 1922.